# Ehrenplakette des Luftkreises V
Die Ehrenplakette des Luftkreises V war eine nichttragbare Auszeichnung der deutschen Luftwaffe vor dem Zweiten Weltkrieg, die vom Generalleutnant Karl Eberth im Zeitraum von März 1935 bis Oktober 1937 für die Angehörigen des Luftkreises V für hervorragende Leistungen verliehen wurde. Eine Verlautbarung, warum zwei Ausführungen verliehen worden sind, ist nicht bekannt.

## Bronzene Ausführung
Die aus Bronzeguss hergestellte Plakette ist 107 mm hoch, 82 mm breit und zeigt auf ihrer Vorderseite das Hoheitsabzeichen der Luftwaffe sowie die darunter liegende fünfzeilige Inschrift: FÜR HERVORRAGENDE / LEISTUNG / DER KOMMANDIERENDE / GENERAL UND BEFEHLSHABER / IM LUFTKREIS V. Über dem Hoheitsabzeichen wurde nachträglich der Name sowie der Militärrang des Beliehenen eingraviert.

## Silberne Ausführung
Die versilberte Plakette hat die Form eines geschwungenen, mit der Spitze nach unten zeigenden Schildes und zeigt wie die Bronzeausführung im oberen Teil das Hoheitsabzeichen der Luftwaffe und die darunter liegenden gleichlautende Inschrift. Auch hier wurde über dem Hoheitsabzeichen der Name des Beliehenen nebst Militärrang nachträglich eingraviert.